# Peganaceae
Peganaceae é o nome botânico de uma família de plantas dicotiledóneas. Segundo Watson & Dallwitz, ela é composta por 5-7 espécies em dois géneros:
- Malacocarpus
- Peganum

Na classificação APG, de 1998, e na classificação APG II, esta família é opcional: as plantas aqui referidas podem ser colocadas na família Nitrariacées.
Na classificação de Cronquist (1981) esta família não existe.